# Australian Bureau of Statistics
O Australian Bureau of Statistics (ABS) é a agência nacional de estatística da Austrália. Ela surgiu, como Commonwealth Bureau of Census and Statistics, em 8 de dezembro de 1905, quando o Census and Statistics Act 1905 recebeu o Consentimento Real. Ele teve o seu início na seção 51 da Constituição da Austrália. A recém-formada Federação da Austrália reconheceu que as estatísticas teriam um papel importante para o governo da Commonwealth.